# Älskling, jag ger mig (film, 1962)
Älskling, jag ger mig (engelska: That Touch of Mink) är en amerikansk romantisk komedi från 1962 i regi av Delbert Mann. I huvudrollerna ses Cary Grant och Doris Day.

## Handling
Cathy Timberlake (Doris Day) är kvinna av den gamla sorten, på jakt efter en make. På väg till en arbetsintervju blir hon nerstänkt av lera från en limousine. I limousinen sitter den rika affärsmannen Philip Shayne (Cary Grant) och tycke uppstår mellan de båda. Men Shayne är en man av ungkarls-modell och är inte alls särskilt sugen på att gifta sig.

## Om filmen
Filmen nominerades till tre Oscars, bland annat för bästa manus. Den vann Golden Globe för bästa komedi och Cary Grant nominerades som bästa skådespelare i en komisk roll.

## Rollista i urval
- Cary Grant - Philip Shayne
- Doris Day - Cathy Timberlake
- Gig Young - Roger
- Audrey Meadows - Connie
- John Astin - Beasley
- Alan Hewitt - Dr. Gruber, Rogers terapeut
- Dick Sargent - Harry Clark
- Joey Faye - kort man
- Laurie Mitchell - showgirl
- John Fiedler - Mr. Smith
- Willard Sage - Tom Hodges
- Jack Livesey - Dr. Richardson
- Yogi Berra - sig själv
- Mickey Mantle - sig själv
- Roger Maris - sig själv